# Helfläckat vickerfly
Helfläckat vickerfly (Lygephila pastinum) är en fjärilsart som först beskrevs av Treitschke 1826.  Helfläckat vickerfly ingår i släktet Lygephila, och familjen nattflyn. Arten är reproducerande i Sverige.

## Bildgalleri

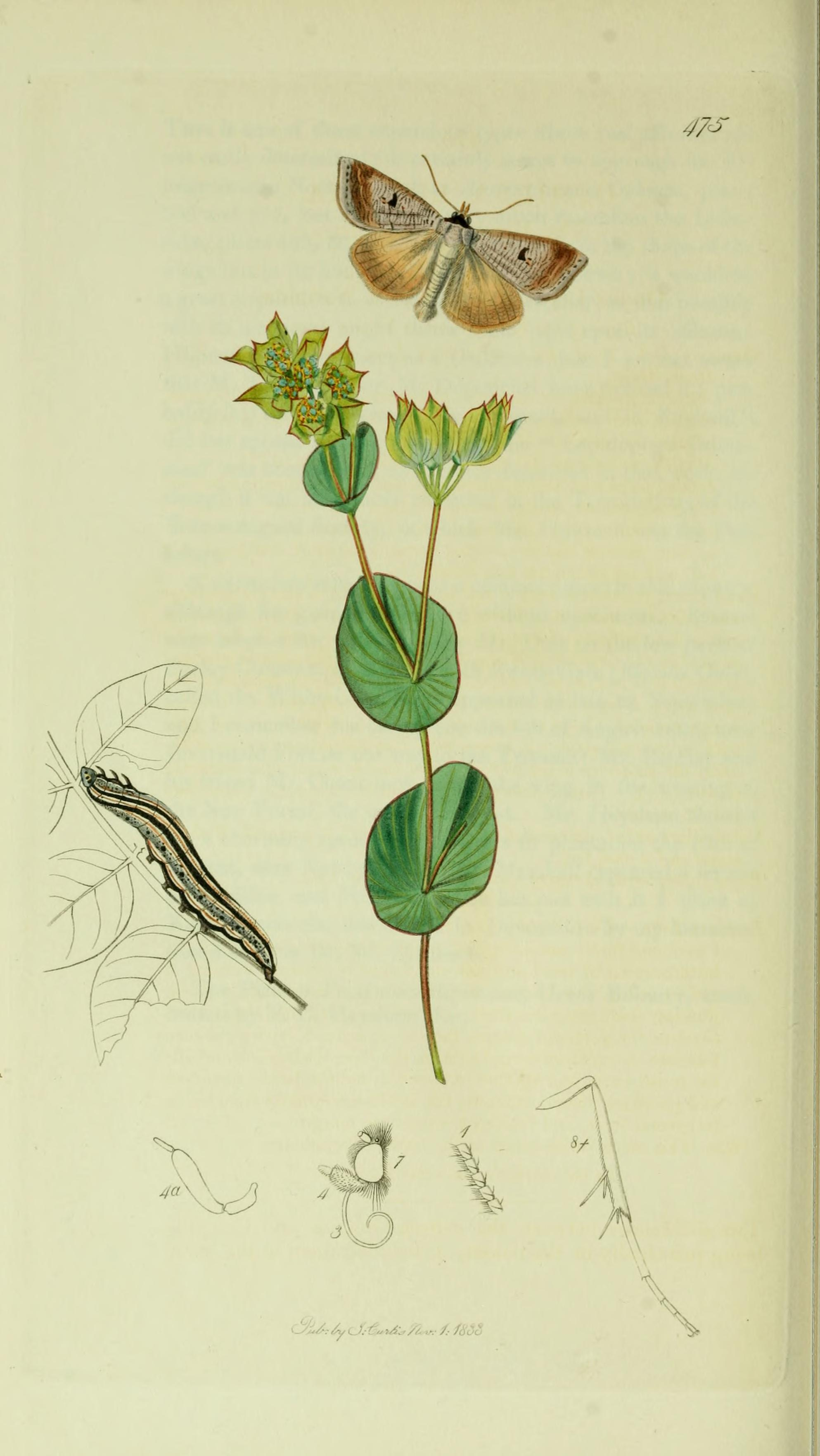